# Pedro Salinas
Pedro Salinas y Serrano (ur. 27 listopada 1891 w Madrycie, zm. 4 grudnia 1951 w Bostonie) – hiszpański poeta i tłumacz, uznawany za głównego reprezentanta Pokolenia 27, autor utworów o tematyce miłosnej.
Znany głównie z Trylogii miłosnej, na którą składają się tomiki wierszy z drugiego okresu jego twórczości. Autor sztuk teatralnych i licznych recenzji. Wykładowca na uniwersytetach w Hiszpanii, we Francji, Stanach Zjednoczonych i Portoryko, tłumacz poezji oraz prozy (m.in. utworów Marcela Prousta).
Krytycy zgodnie wyróżniają w twórczości poetyckiej tego madryckiego poety pewną trójetapowość, w której za punkt centralny uważa się dzieła należące do tak zwanej Trylogii miłosnej: La voz a ti debida, Razón de amor i Largo Lamento.